# Tanytarsus productus
Tanytarsus productus är en tvåvingeart som först beskrevs av Zetterstedt 1838.  Tanytarsus productus ingår i släktet Tanytarsus och familjen fjädermyggor.
Artens utbredningsområde är Sverige. Inga underarter finns listade i Catalogue of Life.